# Heiligenbrunnen (Titisee-Neustadt)
Heiligenbrunnen ist eine kleine Ansiedlung im südöstlichen Schwarzwald im Stadtgebiet von Titisee-Neustadt im baden-württembergischen Landkreis Breisgau-Hochschwarzwald.

## Lage
Die Ansiedlung mit einem größeren Gasthof liegt auf einer Höhe von etwa 1030 m ü. NHN auf der Stadtteilgemarkung Titisee, nicht ganz vier Kilometer nordwestlich des Zentrums von Titisee und etwa ebensoweit südöstlich desjenigen der Nachbargemeinde Breitnau. Der Ort mit nur zwei Hausnummern, einer Kapelle und zwei Nebengebäuden steht am linken Hang über dem obersten Altenwegbächle, das zwischen Titisee und Neustadt in den linken Wutach-Oberlauf Gutach mündet. Unmittelbar von Hangwiesen umgeben, in denen auch ein etwa 3 Ar großer Teich liegt, ist der Waldrand außer im Norden nirgends auch nur 200 Meter entfernt.

## Kapelle
Das älteste Bauwerk ist die Kapelle, die 1710 erbaut wurde und sich in Privatbesitz der Gastwirtsfamilie befindet. Die Kapelle ist urkundlich erwähnt (Capella S. Margarethae Virginis et Martyris in Fonte Sancto). Der Altar stammt aus dem Jahr 1658, seine künstlerische Gestaltung ist unter dem Begriff "Schwarzwälder Landkunst" einzuordnen. Zentrale Figur in dem Altarbild stellt die Heilige Notburga dar, eine schottische Königin, die nach dem Tod ihres Ehemannes mit ihren Kindern verjagt wurde und in den Schwarzwald flüchtete. Der Sage nach soll sie mit einem Stab die Quelle des Heiligenbrunnens aus dem Fels geschlagen haben. Der Laufbrunnen befindet sich heute noch in dem Gehöft. Notburga wird in der Region als die Schutzpatronin der Schwangeren und Gebärenden verehrt. Die Heiligbrunnenkapelle gehört zum Kirchspiel der Pfarrei Christkönig Titisee. Am Annatag (25. Juli) gibt es eine alljährliche Prozession der Frauengemeinschaft Christkönig Titisee zur Heiligbrunnenkapelle mit Messfeier.
Auf dem Altar befindet sich neben anderen eine Figur des Heiligen Wendelin, der als Schutzheiliger der Hirten, der Landwirtschaft und des Viehs gilt.